# Maetel Legend
Maetel Legend (メーテルレジェンド, Mēteru Rejendo) est une série d'OVA de science-fiction d'animation japonaise en 2 épisodes de 42 minutes réalisée par Kazuyoshi Yokota d'après le manga de Leiji Matsumoto et diffusée entre 2000 et 2001 directement en DVD.

## Synopsis
Les jeunes Maetel et Emeraldas sont les deux filles de la reine Andromeda Promethium. Elle vivent sur la planète jumelle de la Terre : la Métal qui, à la suite d'un bouleversement cosmique, quitte son orbite et s'écarte de son soleil. Commence alors un hiver éternel pour cette planète et ses habitants qui se meurent lentement de faim et de froid. Pour sauver ses sujets, la reine Promethium décide de faire appel à Hardgear qui lui propose une technologie pour transformer les humains en androïdes. La reine est la première à essayer cette transformation mais elle a des conséquences sur son comportement. Pourtant, elle décrète que tout son peuple devra suivre son choix. Ses filles s'opposent à perdre leur humanité et décide de quitter la Métal poursuivies par Hardgear et ses sbires. La reine se retrouve seule et désespérée.

## Fiche technique
- Titre : Maetel Legend
- Réalisation : Kazuyoshi Yokota
- Scénario Mugi Kamio d'après Galaxy Express 999 de Leiji Matsumoto
- Personnages : Ikuo Shimazu
- Mecha : Katsumi Itabashi
- Directeur de l'animation : Ikuo Shimazu
- Producteurs : Tomoyuki Imai, Hitoshi Yagi, Yuji Suzuki et Takaji Matsudo
- Producteurs executifs : Kazuhiko Inomata, Motoki Kitakoshi et Tsukasa Urakawa
- Musique : Masamichi Amano
- Animation : Vega Entertainment
- Durée : 2 x 42 minutes
- Dates de sortie en DVD :  Japon : 2000

## Distribution
- Satsuki Yukino : Maetel
- Atsuko Enomoto : Emeraldas
- Keiko Han : Queen La Andromeda Prometheum
- Kôhei Owada : Le Comte Mécanique
- Hosuke Akimoto : Dagar
- Yūji Kishi : Brant
- Takashi Matsuyama : Hardgear
- Yoshikazu Nagano : Mechanical Soldier
- Ykôhei Kowada : Jam
- Masako Ikeda : La narratrice
- Naomi Shindō : Cast

## Épisodes
1. Épisode 1
2. Épisode 2

## DVD
Les deux OVA ont été éditées en un DVD par Dybex. Uniquement disponible en version japonaise sous-titrée.